# エリース・ベン・セギル
エリース・ベン・セギル（アラビア語: إلياس بن صغير, Eliesse Ben Seghir, 2005年2月16日 - ）は、フランス・サントロペ出身のサッカー選手。リーグ・アン・モナコ所属。モロッコ代表。ポジションはMF。

## 経歴
2020年にASモナコの下部組織に加入。2022年8月5日、プロ契約を締結。11月3日、UEFAヨーロッパリーグのレッドスター・ベオグラード戦でプロデビューを果たした。12月28日、AJオセール戦でプロ初得点を記録した。

## 代表歴
フランス代表として各年代でプレーした。
2024年3月13日、モロッコ代表に初招集され、3月22日のアンゴラ戦でモロッコ代表デビューを飾った。

## 人物
兄のサリム・ベン・セギルもサッカー選手である。

## タイトル

### 代表
U-23モロッコ代表
- パリオリンピック銅メダル: 2024